# Corba del diable

La corba del diable per a = 0.8 i b = 1.

La corba del diable amb variant de 0 a 1 i b = 1 (amb el color de la corba variant des de blau fins a vermell).

En geometria, una corba del diable és una corba definida al pla cartesià per una equació de la forma
{\displaystyle y^{2}(y^{2}-a^{2})=x^{2}(x^{2}-b^{2}).}
Les corbes del diable eren estudiades profundament per Gabriel Cramer. El nom ve de la forma que pren la seva gràfica.
Sembla que el nom de diable de la corba vingui del joc anomenat diàbolo, que empra dos pals, una corda, i un carret amb una forma semblant a la d'aquesta corba. La confusió ve del fet que la paraula italiana diabolo vol dir 'diable'.